# Gora Mcyri
Gora Mcyri är ett berg i Antarktis. Det ligger i Östantarktis. Argentina och Storbritannien gör anspråk på området. Toppen på Gora Mcyri är 1 081 meter över havet.
Terrängen runt Gora Mcyri är lite kuperad. Trakten är obefolkad. Det finns inga samhällen i närheten.